# Kentam Products Limited
Kentam Product Limited és una empresa de fabricació farmacèutica i química de Malawi que opera principalment a Luwinga, a la Regió del Nord i s'està expandint internacionalment. Els productes d'alta demanda de Kentam a Malawi són Kilpain ( paracetamol), Ketaprin (aspirina) i Bufen (ibuprofè). Es tracta de productes de gran demanda al mercat de Malawi. Kentam serveix principalment al sector privat.
Va ser fundada pel farmacèutic de Malawi Dr. Kenneth Thindwa. L'actual directora general és Janet Thindwa.

## Productes
- Kilpain (paracetamol)
- Ketaprin (aspirina)
- Bufen (ibuprofè)
- Nutracid (antiàcid)

## Premis
- Premi Actual Bones Pràctiques de Fabricació (CGMP) 2010- Junta de Farmàcia, Medicina i Verins, Malawi[5]
- Millor fabricant - Fira Internacional de Malawi 2009[6]